# Janet Gaynor

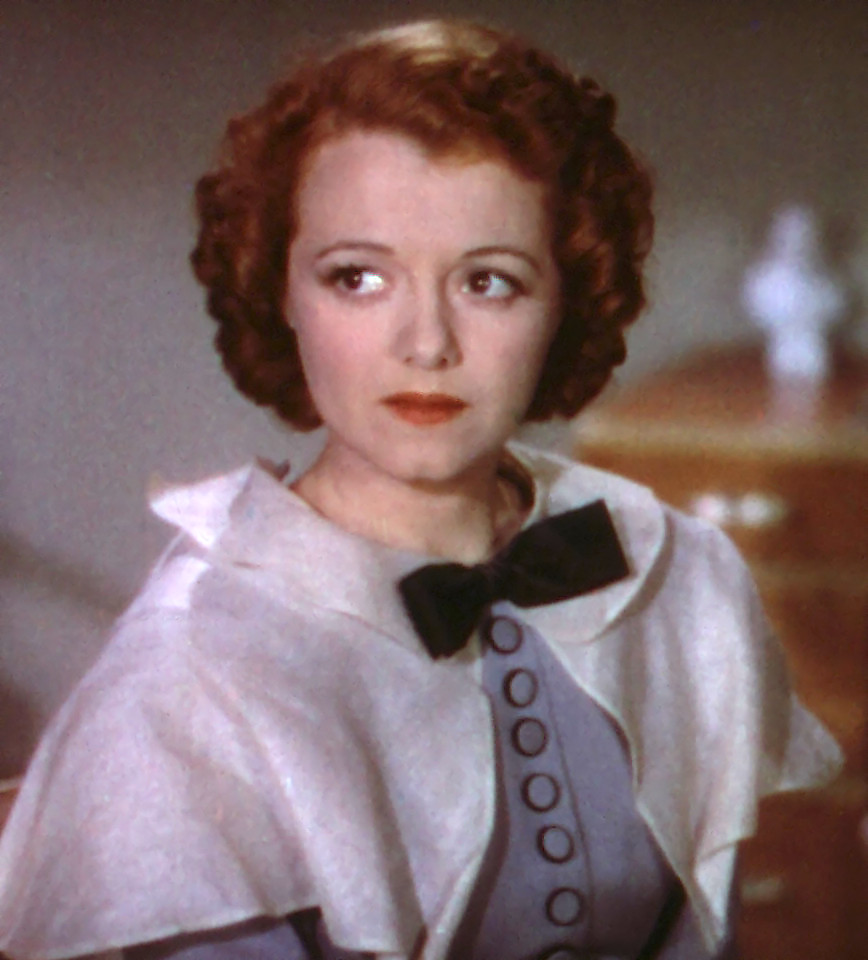
Janet Gaynor w filmie Narodziny gwiazdy z 1937 roku

Laura Augusta Gainor (ur. 6 października 1906 w Filadelfii, zm. 14 września 1984 w Palm Springs) – amerykańska aktorka filmowa i malarka, pierwsza aktorka nagrodzona Oscarem za role pierwszoplanowe w trzech filmach Siódme niebo, Anioł ulicy i Wschód słońca w 1929 roku. Gaynor również była nominowana do nagrody w 1938 roku za rolę w filmie Narodziny gwiazdy.

## Życiorys
Urodziła się jako Laura Augusta Gainor w Filadelfii, lecz krótko po narodzinach rodzina przeprowadziła się do San Francisco, gdzie Janet dorastała i pobierała naukę. Kiedy w 1923 roku ukończyła szkołę przeprowadziła się do Los Angeles z zamiarem zostania sekretarką. Posadę otrzymała jednak w sklepie obuwniczym, gdzie zarabiała 18 dolarów tygodniowo. Zaczęła występować w epizodycznych rolach w filmach. Przełomem był rok 1926, gdy dostała pierwszą znaczą rolę i przyjęta została do WAMPAS Baby Stars, grupy najbardziej perspektywicznych młodych dziewcząt, które mogły odnieść sukces.
W 1927 roku otrzymała angaż do pierwszoplanowych ról w filmach Siódme niebo, Wschód słońca i Anioł ulicy. Rok później jako pierwsza aktorka w historii otrzymała nowo ufundowaną nagrodę − Oscara − dla najlepszej aktorki za role w tych trzech filmach. Był to jedyny raz, kiedy nagrodzono Oscarem za kilka ról. Do 1986 roku była również najmłodszą aktorką, która otrzymała Oscara w swojej kategorii, kiedy to o rok młodsza aktorka Marlee Matlin otrzymała statuetkę.
Później była najlepiej opłacaną aktorką wytwórni 20th Century Pictures. W 1937 roku została ponownie nominowana do Oscara za rolę w musicalu Narodziny gwiazdy. Ostatni raz Janet Gaynor wystąpiła w filmie Bernardine w 1957 roku.
Gaynor umarła w wieku 77 lat na zapalenie płuc wywołane przez wypadek samochodowy, do którego doszło w San Francisco. Została pochowana na Hollywood Forever Cemetery w Hollywood w stanie Kalifornia.
Aktorka posiada własną gwiazdę na Hollywood Walk of Fame przy 6286 Hollywood Blvd.

## Filmografia
Filmy fabularne
- 1926: The Johnstown Flood jako Anna Burger
- 1926: The Shamrock Handicap jako Lady Sheila O'Hara
- 1926: Błękitny anioł (The Blue Eagle) jako Rose Kelly
- 1926: The Midnight Kiss jako Mildred Hastings
- 1926: The Return of Peter Grimm jako Catherine
- 1927: Siódme niebo (Seventh Heaven) jako Diane
- 1927: Two Girls Wanted jako Marianna Wright
- 1927: Wschód słońca (Sunrise: A Song of Two Humans) jako Żona
- 1928: Cztery diabły (4 Devils) jako Marion
- 1928: Anioł ulicy (Street Angel) jako Angela
- 1929: Sunnyside Up jako Molly Carr
- 1929: Lucky Star jako Mary Tucker
- 1929: Christina jako Christina
- 1930: High Society Blues jako Eleanor Divine
- 1931: Delicious jako Heather Gordon
- 1931: The Man Who Came Back jako Angie Randolph
- 1931: Daddy Long Legs jako Judy Abbott
- 1931: Merely Mary Ann jako Mary Ann
- 1932: The First Year jako Grace Livingston
- 1932: Tess of the Storm Country jako Tess Howland
- 1933: Adorable jako Księżna Marie Christine 'Mitzi'
- 1933: Jarmark miłości (State Fair) jako Margy Frake
- 1933: Paddy the Next Best Thing jako Paddy Adair
- 1934: Carolina jako Joanna Tate
- 1934: Servants' Entrance jako Hedda Nilsson / Helga Brand
- 1934: Zmiana serc (Change of Heart) jako Catherine Furness
- 1935: Jeszcze jedna wiosna (One More Spring) jako Elizabeth Cheney
- 1935: Farmer bierze żonę (The Farmer Takes a Wife) jako Molly Larkins
- 1936: Small Town Girl jako Katherine 'Kay' Brannan
- 1936: Zakochane kobiety (Ladies in Love) jako Martha Kerenye
- 1937: Narodziny gwiazdy (A Star Is Born) jako Esther Victoria Blodgett / Vicki Lester
- 1938: Three Loves Has Nancy jako Nancy Briggs
- 1938: Młode serca (The Young in Heart) jako George-Anne Carleton
- 1957: Bernardine jako Pani Ruth Wilson

Niewymieniona w czołówce
- 1924: All Wet
- 1924: Young Ideas
- 1924: Cupid's Rustler
- 1925: The Burning Trail
- 1925: Niebezpieczna niewinność (Dangerous Innocence)
- 1925: Flaming Flappers
- 1925: The Haunted Honeymoon
- 1925: Ben-Hur: A Tale of the Christ jako Hedonistka
- 1925: The Teaser
- 1925: The Crook Buster
- 1925: Czas szkoły (The Plastic Age) jako Epizod
- 1926: 45 minut z Hollywood (Forty-five Minutes from Hollywood)
- 1926: A Punch in the Nose jako Bathing Beauty
- 1926: The Stolen Ranch
- 1926: Fade Away Foster
- 1926: Skinner's Dress Suit
- 1926: The Fire Barrier
- 1926: The Man in the Saddle
- 1926: Martin of the Mounted
- 1926: Lazy Lightning
- 1926: Pep of the Lady J jako June Adams
- 1926: Oh What a Nurse!
- 1926: Piękna oszustka (The Beautiful Cheat)
- 1927: The Horse Trader

Seriale telewizyjne
- 1953: Medallion Theatre
- 1954: Lux Video Theatre jako Eleanor
- 1959: General Electric Theater jako Martha Allen
- 1981: Statek miłości (The Love Boat) jako Violet Hooper